# Alberto Gallinal Heber
Alberto Gallinal Heber (Montevideo, 4 de noviembre de 1909 — 27 de marzo de 1994) fue un abogado, político, filántropo y productor rural de Uruguay.

## Biografía
Alberto Gallinal fue el cuarto hijo de Alejandro Gallinal Conlazo y de Elena Heber Jackson. Nació en la Quinta de Larrañaga el 4 de noviembre de 1909 y fue bautizado el día 10 en la capilla Jackson. Sus padrinos fueron Rafael Gallinal y su señora, Polonia Risso. Se educó en el Colegio Seminario de Montevideo, de los padres jesuitas. En 1929 se graduó de Doctor en Derecho y Ciencias Sociales en la Universidad de la República pero, más que la profesión universitaria, sintió desde muy joven la atracción por la campaña y las tareas agropecuarias, actividad a la que dedicó la mayor parte de su vida. 
El 22 de febrero de 1935 se casó, también en la capilla Jackson, con la  sanducera Elvira Algorta Scremini, hija de Enrique Algorta Camusso, administrador de la estancia familiar San Pedro de Timote. En su luna de miel dieron la vuelta al mundo, visitando aquellos países donde la técnica agropecuaria había alcanzado su máximo desarrollo: Estados Unidos, Nueva Zelanda, Australia y Sudáfrica. Tuvieron nueve hijos.
Falleció en el Sanatorio Americano de Montevideo a los 84 años de edad luego de una larga y penosa enfermedad. Sus restos fueron inhumados con honores de Ministro de Estado en el Cementerio Central de Montevideo.

## Actividad empresarial
Administró las estancias pertenecientes a su familia denominadas Monzón-Heber y Santa Elena durante cinco años. A la muerte de Enrique Algorta pasó a administrar todos los campos de sus padres y se trasladó a vivir a San Pedro de Timote en el departamento de Florida.
En 1934 ingresó a la Asociación Rural del Uruguay como Director de Registros Genealógicos. En 1935 fue fundador de la Sociedad de Criadores de Corriedale del Uruguay e integró la primera comisión directiva. En 1941 fue uno de los fundadores de la Sociedad de Caballos Criollos. En 1942 integró la Comisión de lucha contra la sarna y presidió la Asociación Rural de Reboledo. En 1946 fue fundador de la Sociedad de Criadores de Hereford, siendo más tarde jurado en Dublín, Estados Unidos de América, Palermo, Brasil y Uruguay.
En 1947 integró la Comisión Honoraria de lucha contra la fiebre aftosa. En 1948 fue presidente de la Asociación Rural de Florida. En 1951 presidió la Sociedad de Mejoramiento de Praderas. Entre 1956 y 1959 fue presidente de la Asociación Rural del Uruguay. En 1959 fundó Agromax, una empresa destinada a la producción de fertilizantes orgánicos. Realizó giras, tanto en Uruguay como Argentina, para la difusión de los principios de la agricultura biológica.
En 1963 presidió el Congreso Mundial de Hereford en Kansas City. En 1975 creó la Fundación Maderera de Cerro Colorado.

## Actividad política
En las elecciones generales de 1950 fue elegido Intendente Municipal del Departamento de Florida por el Partido Nacional. En 1956 fue cofundador de la Unión Blanca Democrática (UBD). En 1958 fue candidato del Partido Nacional, por la Unión Blanca Democrática, para el Consejo Nacional de Gobierno, no siendo electo.
En 1964 fue cofundador, junto a Javier Barrios Amorín del Movimiento Nacional de Rocha. En 1966 fue candidato a la presidencia de la República del Partido Nacional, por el Movimiento Nacional de Rocha.
En 1980 apoyó la papeleta por el "SI" a la reforma constitucional que impulsaba la dictadura militar gobernante.
En 1982 encabezó el sector "Libertad y Servicio" en las elecciones internas convocadas por el gobierno cívico-militar, un grupo que cuestionaba el liderazgo de Wilson Ferreira Aldunate.
En las elecciones generales de Uruguay de 1984 apoyó la candidatura de Dardo Ortiz a la presidencia de la República.

## Actividad filantrópica
En 1955 donó el obelisco de Casupá (Florida) que se inauguró un 18 de julio.
En 1959 se produjeron grandes inundaciones en todo el país e integró entonces la Comisión de Damnificados por las inundaciones, que se ocupó de reconstruir vías de comunicación, pueblos y viviendas afectadas. 
En 1961 fue presidente de la Comisión Bicentenario de Artigas que, al cumplirse el bicentenario del nacimiento de José Gervasio Artigas, tuvo a su cargo la edificación de nuevos locales para escuelas rurales. Como resultado de esta acción, a lo largo de 11 años se construyeron 228 edificios, según un módulo arquitectónico característico.
Entre 1958 y 1964 presidió el Instituto Cultural Anglo-Uruguayo e impulsó la construcción del nuevo edificio de la calle San José. En 1962 fue presidente de la Comisión pro remodelación de la maternidad del Hospital Pereira Rossell. En 1965 integró como presidente la Comisión pro-remodelación del Hospital Maciel que se ocupó de la ampliación y remodelación del histórico hospital. 
En 1967 impulsó la creación del Movimiento de Erradicación de la Vivienda Insalubre Rural (MEVIR), que contó con el apoyo del entonces presidente Óscar Diego Gestido. MEVIR es una persona pública no estatal creada el 26 de diciembre de 1967 por el artículo 473 de la Ley N.º 13.640 y que, bajo el lema "para ver llover de adentro sin mojarse", ha realizado intensa labor en su área. Como homenaje, se ha propuesto que MEVIR sea designado con su nombre.
En 1975 presidió la Comisión Festivales de Opera y en 1982 apoyó la campaña de ayuda al pueblo polaco.
Financió diversas obras en la localidad de Cerro Colorado en Florida: el Cementerio (1946), la Comisaría (1950), las casas para los jubilados de San Pedro de Timote (1954), el carillón de veintitrés campanas de la torre de la Casa Comunal (1962), el Teatro de Verano (1962) y la Casa Comunal (1966).